# Памятник Я. М. Свердлову (Екатеринбург)
Памятник Якову Михайловичу Свердлову в Екатеринбурге расположен на площади Парижской коммуны посреди проспекта Ленина между Уральским федеральным университетом и театром оперы и балета. Является одним из наиболее узнаваемых символов города.

## История
Весной 1923 года на заседании партийного и советского актива было выдвинуто предложение в знак уважения первого председателя ВЦИК Якова Свердлова установить памятник. По замыслу, большевик-революционер должен был быть изображён «оратором, призывающим рабочую массу сурового Урала к упорной борьбе и восстанию», а постамент «символизировать дикую природу Урала». Среди горожан был объявлен конкурс на лучший проект монумента, однако он не дал положительных результатов, и работу поручили ленинградскому скульптору Матвею Харламову. На создание памятника было собрано почти 200 тысяч рублей народных денег. Литье фигуры из бронзы сделали рабочие ленинградского завода «Красный выборжец».
Памятник был открыт 15 июля 1927 года — в восьмую годовщину освобождения Екатеринбурга от войск Колчака. В числе открывавших памятник — Н. М. Шверник, 1-й секретарь Уральского обкома ВКП(б).

## Описание
Памятник представляет собой скульптуру в 3,93 м, установленную на гранитном постаменте, высота которого составляет 5,2 м.
В скульптуре в полный рост с непокрытой головой и правой рукой, отведённой в сторону в динамике движения, изображён Яков Свердлов. Именно такая поза была характерна для большевика-революционера во время его публичных выступлений. Лицо выполнено с чертами портретного сходства. Скульптура окрашена в чёрный цвет.
Постамент представляет собой грубо обработанный кусок гранита, на фасаде которого выбита памятная надпись: «Якову Михайловичу Свердлову (товарищу Андрею) — уральские рабочие».

## В филателии
Памятник изображён на марках СССР 1948 года номиналами 30 копеек и 1 рубль (в двух вариантах — с зубцами и без них), выпущенными в честь 225-летия со дня основания города Свердловска (ныне — Екатеринбург).